# Lipograma
Un lipograma és un tipus de text en què manca una lletra (o més d'una) i està concebut com un joc de paraules o bé com una restricció conscient que s'imposa l'escriptor. Ja són presents a la Grècia antiga, però l'auge dels lipogrames té lloc a partir del segle xviii com una prova d'enginy de l'autor. Com més freqüent és una lletra en una llengua, més difícil resulta escriure sense aquesta lletra i, per tant, més vàlua té el lipograma.
Alguns exemples cèlebres de texts lipogramàtics són La disparition, de Georges Perec, versionat en català a l'obra L'eclipsi d'Adrià Pujol, o els poemes de Gottlob Burmann o la novel·la Eunoia de Christian Bök.